# Megataphrus chandleri
Megataphrus chandleri es una especie de coleóptero de la familia Zopheridae.

## Distribución geográfica
Habita en Oregón (Estados Unidos).